# لوکسم
لوکسم (به آلمانی: Luxem) یک شهر در آلمان است که در ماین-کبلنتس واقع شده‌است. لوکسم ۳۰۹ نفر جمعیت دارد.